# Konstantin Małofiejew
Konstantin Małofiejew (ros. Константин Валерьевич Малофеев; ur. 3 lipca 1974 w Puszczynie) – rosyjski przedsiębiorca, polityk, prokremlowski działacz społeczny i propagandysta, jeden z zaufanych prezydenta Rosji Władimira Putina.

## Życiorys
Ukończył szkołę średnią No. 1 ze srebrnym medalem w 1991 roku oraz szkołę artystyczną w Puszczynie. W latach 1991–1996 studiował na Wydziale Prawa Uniwersytetu Moskiewskiego.
Po ukończeniu studiów pracował w różnych bankach rosyjskich. Założył również fundusz inwestycyjny Marshall Capital Partners. W czasach, gdy ministrem komunikacji Federacji Rosyjskiej był stary znajomy Małofiejewa – Igor Szczegolew, Marshall Capital Partners uwłaszczył się na 10% majątku państwowego przedsiębiorstwa telekomunikacyjnego Rostelekom.
W 2014 r. założył grupę medialną Cargrad TV, której oficjalnym celem jest „odrodzenie świetności Imperium Rosyjskiego”. Małofiejew jest blisko związany z Aleksandrem Duginem, zwolennikiem restauracji imperium rosyjskiego, i miał opracować nawet plan włączenia Ukrainy do Rosji, który trafił na Kreml. Małofiejew wspiera też europejskie ruchy religijnych fundamentalistów. Dzięki Dossier Center, grupie śledczej związanej z Michaiłem Chodorkowskim wyszły na jaw związki partii Mattea Salviniego z Małofiejewem.

## Sankcje
Konstantin Małofiejew został objęty europejskimi sankcjami, gdy okazało się, że wspierał finansowo separatystów w Donbasie. Władze USA nałożyły na niego sankcje za finansowanie obywateli rosyjskich, którzy dążyli do oddzielenia Krymu od Ukrainy i przyczynili się do jego aneksji. Restrykcje zakazują obywatelom USA współpracy lub prowadzenia interesów z Małofiejewem. Na początku 2023 roku Małofiejew stracił ponad 5 mln dol., gdy jego majątek, zgromadzony na koncie banku Sunflower w Denver, został skonfiskowany przez sąd w Nowym Jorku i przekazany na rzecz odbudowania zniszczonej przez wojnę Ukrainy.